# Vanja Gesheva-Tsvetkova
Vanja Gesheva-Tsvetkova (n. 6 aprilie 1960, Brestovița, Rodopi, Plovdiv, Bulgaria) este o caiacistă bulgăroaică, medaliată olimpică. A participat la 2 ediții ale Jocurilor Olimpice (1980, 1988) în care a câștigat o medalie de aur, două medalii de argint și o medalie de bronz.